# Exova tetraspina
Exova tetraspina (лат.) — вид ос-блестянок, единственный в составе монотипического рода Exova из подсемейства Amiseginae.

## Распространение
Австралия: Квинсленд.

## Описание
Среднего размера осы-блестянки (около 4 мм). Голова с затылочным килем, щёчные бороздки развиты. Пронотум сильно выпуклый, равен 0,6-0,8 от комбинированной длины скутума, скутеллюма и метанотума (метанотум равен 1,2 длины скутеллюма). Проподеум угловатый, с 4 острыми зубцами. Мезоплеврон без бороздок. Самки бескрылые. Самцы неизвестны. Коготки лапок зубчатые. Паразитоиды.